# Kannengießer (Beruf)
Kannengießer war im Mittelalter jahrhundertelang eine Berufsbezeichnung für Personen, die durch Metallguss, insbesondere als Zinngießer, Gegenstände des täglichen Gebrauchs herstellten, insbesondere Kannen, Krüge und Flaschen. Aus diesem Beruf entwickelte sich der Flaschner und daraus dann der Beruf des Klempners.
Im Ständebuch von Jost Amman von 1568 wird die Tätigkeit des Kannengießers so beschrieben:
Das Zin mach ich im Feuwer fließn

Thu darnach in die Mödel gießn

Kandel/Flaschen/groß und auch klein

Darauß zu trincken Bier und Wein

Schüssel/Blatten/Täller/der maß

Schenck Kandel/Salzfaß und Gießfaß

Ohlbüchßn/Leuchter und Schüsselring

Und sonst ins Hauß fast nütze ding.

## Andere Bezeichnungen
Andere Bezeichnungen waren Kandelgießer, so etwa schon im Bozner Stadtrecht von 1437 als „kanndlgiesser“ bezeugt, oder kantengießen.